# Adela Cabezas de Allwood
Adela del Rosario Cabezas de Allwood (inglés: ['ɔlwʊd]; Santa Ana, El Salvador, 1918) es una médica salvadoreña, la cual es considerada como la segunda mujer en graduarse de la carrera de doctorado en medicina de la Universidad de El Salvador (UES) en 1948. Asimismo, Adela de Allwood ha publicado varios libros a lo largo de su carrera como médico. 

## Biografía
Nació en una familia de 9 hijos , hija del fundador del periódico "El diario del pueblo", quien le fomentó el interés por la lectura y la investigación.

## Trayectoria
Luego de graduarse de la UES, Adela Cabezas viajó a Estados Unidos para especializarse en pediatría y nutrición.
Fungió como  Jefe de los Servicios Médicos de Cruz Roja Salvadoreña a finales de la década de 1980. Directora de la Escuela de Tecnología médica de la Facultad de Medicina de la UES, durante los años 80 Fue miembro de la Asociación de Mujeres Universitarias de El Salvador (AMUS). Fue rectora de la Universidad Francisco Gavidia en la década de 1980. Formó parte desde 1975 del Ateneo de El Salvador.

## Obras
- From disaster relief to development : the experience of the El Salvador Red Cross / Del socorro en el desastre al desarrollo (Genève, Instituto Henry-Dunant, 1987)
- Cuentos y más cuentos (Consejo Nacional para la Cultura y el Arte, 199?)

- Mujer médico siglo XX (Editorial Arte y Letras, 2000)
- Va la vida (Ingenio El Ángel, 2012)
- El bocio endémico en El Salvador, Publicación del INCAP en la Revista Jour.Pub.Health, en conjunto con los investigadores Pineda, Tomas y Scrimshaw, Nevin. [11]

## Reconocimientos
- Premio a la Cultura, otorgado por el Centro Cultural Salvadoreño en 1995 [6]
- En 1999 fue declarada "Médico del año 'Dr. Gustavo Adolfo López'".[12]
- En 2007  la Asamblea Legislativa de El Salvador la declaró "Médica Distinguida de El Salvador" por "su sobresaliente trayectoria profesional en el campo de la medicina".[13]